# John Box
John Allan Hyatt Box (27 de enero de 1920 - 7 de marzo de 2005), más conocido como John Box, fue un célebre director artístico y diseñador de producciones cinematográficas, de origen británico. Durante su carrera ganó el Óscar a la mejor dirección de arte en cuatro ocasiones (1963, 1966, 1969, 1972), además de ser acreedor de sendos premios BAFTA al mejor diseño de producción en otras cuatro oportunidades (1968, 1971, 1974, 1975), y otros premios BAFTA (dirección artística británica en color, 1967; diseño de producción, 1985). Así, se convirtió en el director artístico más laureado de todos los tiempos. Se lo recuerda particularmente por su renombrada asociación con el director David Lean en películas como Lawrence de Arabia (1962) y Doctor Zhivago (1965). A lo largo de su carrera ganó reputación por su capacidad para recrear lugares exóticos en ambientes totalmente diversos. En 1998, fue condecorado con la Orden del Imperio Británico.

## Infancia y juventud
John Box nació en Londres. Asistió durante breve tiempo a Highgate School pero, debido al trabajo de su padre como ingeniero civil, pasó la mayor parte de su infancia en la colonia británica de Ceilán (Sri Lanka). Después de estudiar arquitectura en el Politécnico de North London, sirvió en los RAC (Royal Armoured Corps) durante la Segunda Guerra Mundial.

## Carrera

### Inicios
Después de la guerra, John Box hizo su aprendizaje como asistente del director de arte de Carmen Dillon, ganadora de un premio Óscar en 1948 por Hamlet. Durante este período trabajó en varias películas británicas, entre ellas la adaptación de Anthony Asquith de The Browning Version (1951).
Las primeras películas en que trabajó John Box como director de arte eran películas de bajo presupuesto, siendo la primera una película de ciencia ficción clase B: The Gamma People (1956). Su primera gran oportunidad llegó cuando Mark Robson le pidió que trabajara en la película de época El albergue de la sexta felicidad, protagonizada por Ingrid Bergman.
Después, John Box trabajó en la película de Richard Quine, El mundo de Suzie Wong, y en la adaptación de Carol Reed de la novela de Graham Greene, Nuestro hombre en La Habana, los cuales fueron estrenadas en 1960.

### Las grandes producciones
Fue su desempeño como diseñador de producción de Lawrence de Arabia (1962) el que lo catapultó a la fama, además de hacerlo acreedor de su primer Óscar a la mejor dirección de arte (junto con John Stoll y Dario Simoni). John Box consiguió el trabajo en esta película después de que John Bryan cayó enfermo. John Box diseñó también la película Of Human Bondage (1964), una adaptación al cine de la obra de William Somerset Maugham.
Box trabajó con David Lean otra vez en Doctor Zhivago (1965), la adaptación al cine de la novela homónima de Boris Pasternak. Por su trabajo en esta película de notas épicas, John Box volvió a ganar un Oscar a la mejor dirección artística (en color) 1966, en conjunto con Terence Marsh y Dario Simoni (decoración del set).
En 1967, Box ganó su primer premio BAFTA en la categoría de dirección artística británica (en color), por su reproducción de la Inglaterra de los Tudor en la versión de Fred Zinnemann de A Man for All Seasons (1966). En su siguiente producción, recreó la época victoriana de Londres para la película Oliver! (1968). Box ganó su tercer Óscar por Oliver! (junto a Terence Marsh, Vernon Dixon y Ken Muggleston), al igual que un premio BAFTA, logros que repitió en su siguiente película, tres años después: Nicolás y Alejandra (1971), en la que recreó en detalle el ambiente previo a la revolución rusa. Ese cuarto premio Óscar lo recibió junto con sus colaboradores Ernest Archer, Jack Maxsted, Gil Parrondo y, en la decoración del set, Vernon Dixon.

### Última etapa de su carrera
En 1972, Box trabajó en Travels with My Aunt, que le valió otra nominación al Óscar. Ganó un premio BAFTA al mejor diseño de producción por su trabajo en la versión de Jack Clayton de El gran Gatsby (1974), premio que nuevamente obtuvo al año siguiente por la película Rollerball (1975).
Los dos proyectos siguientes de Box fueron: Sorcerer (1977) y The Keep (1983), ambos caros y poco exitosos. Volvió a trabajar con David Lean en 1984, en la película Pasaje a la India, por la que Box recibió sendas nominaciones, tanto al premio Óscar (que finalmente ganó Patrizia Von Brandenstein por Amadeus), como al premio BAFTA. Se retiró después de esta película, pero regresó a mediados de la década de 1990 para trabajar en una adaptación de Black Beauty, así como First Knight, su primera incursión en el diseño asistido por ordenador, y su última película.
Fue condecorado con la Orden del Imperio Británico en 1998.

## Premios y distinciones
Premios Óscar
| Año  | Categoría                       | Película            | Resultado |
| ---- | ------------------------------- | ------------------- | --------- |
| 1963 | Mejor dirección de arte - Color | Lawrence de Arabia  | Ganador   |
| 1966 | Mejor dirección de arte - Color | Doctor Zhivago      | Ganador   |
| 1972 | Mejor dirección de arte         | Nicolás y Alejandra | Ganador   |
| 1973 | Mejor dirección de arte         | Viajes con mi tía   | Nominado  |
| 1985 | Mejor dirección de arte         | Pasaje a la India   | Nominado  |